# Мара Малеєва-Живкова

Бюст Мари Малеєвої-Живкової у Музеї соціалістичного мистецтва в Софії

Мара Христова Малєєва, в шлюбі Малєєва-Живкова (болг. Мара Христова Малеева; нар. 12 липня 1911, Пловдив — пом. 23 жовтня 1971, Софія, БНР) — болгарська лікарка та політична діячка, перша леді Болгарії.

## Ранні роки
Мара Малеєва народилася 1911 року в сім'ї вчителів початкових класів Христо Малєєва та Неделі Алтунової.
У 1928 році вся родина переїхала до Софії, де Малєєва закінчила у 1930 році Першу Софійську жіночу гімназію та вступила на навчання на медичний факультет Софійського університету (навчалась до 1938 року). Студенткою стала членкинею Комуністичних організацій робітничого молодіжного союзу та Болгарського загальнонародного студентського союзу, а в 1933 році вступила до лав Болграської комуністичної партії (БКП) у 1935 році, працюючи технічною помічницею у своєму Центральному комітеті. У 1936 році познайомилася з комуністичним активістом Тодором Живковим. Після закінчення університету працювала сільською лікаркою.

## Лікарська діяльність
У 1938 році Мара Малєєва влаштувалася на роботу дільничною лікаркою в павлицьке село Дискот (Великотирновської області), куди пізніше приїхав її товариш Тодор Живков. У наступні місяці він жив там без роботи, але підтримував Малєєву, беручи участь в аматорських театральних постановках. Оскільки їхнє спільне проживання цивільним шлюбом викликало невдоволення в селі, в квітні 1939 року вони одружилися в Павликени. Малєєва була більш інтелектуально і культурно розвинена порівняно з сільським хлопцем Живковим і він мав працювати над собою, аби наздогнати її в рівні освіти (навіть завдяки дружині йому не вдавалося скласти іспити до 30 років).
Наприкінці року Малеєву призначили в пазарджицьке село Лесичово, де сім'я провела кілька місяців. У лютому 1940 року Живков та Малєєва покинули Лесичово і після нетривалого перебування у Правець та чирпанському селі Орізово в серпні оселилися в Говедарці поблизу Самокова, де в наступні роки Малеєва була дільничною лікаркою.

## Перша леді Болгарії
З червня 1943 року Тодор Живков був членом штабу Першої революційної робочої зони і прокурором партизанського загону «Чавдар». Мара Малєєва допомагала йому, лікувала хворих і поранених партизанів, нелегально забезпечувала медикаментами і бинтами.
З 9 вересня 1944 року чоловік почав працювати в Народній міліції в Софії і перевіз туди сім'ю. Мара Малєєва стала співробітницею першої внутрішньої клініки вищого медичного інституту, де заклала основи безкоштовної медичної допомоги в Болгарії.
Згодом Мара Малєєва полишила медичну кар'єру і працювала в партійному апараті, деякий час була муніципальною радницею. Хоча вона не обіймала офіційних посад, за словами Тодора Живкова, вона була однією з його найближчих соратників з моменту обрання його секретарем ЦК в 1950 році.
Під час правління Тодора Живкова обидва брата Мари Малєєвої отримали швидку кар'єру: Атанас Малєєв був давнім керівником Медичної академії та заступником міністра охорони здоров'я, а Найден Малєєв — суддею у Верховному суді.
У Мари Малєєвої з'явилася блискуча можливість присвятити себе науковій кар'єрі, але вона відмовилась від цього і присвятила себе сім'ї. Завдяки цьому її чоловік зробив швидку кар'єру в партії і державі, зайнявши пост першого секретаря ЦК Болгарської комуністичної партії, прем'єр-міністра та заступника глави держави як президента Державної ради Болгарської народної республіки.
Мара Малєєва стала дружиною комуністичного лідера Болгарії, чиє ім'я та світлини регулярно з'являлися в болгарських газетах. На відміну від перших леді західних країн, вона не носила прикрас і коштовностей, не вела світського життя, але в історію Болгарії увійшла як одна з найбільш розумних, ерудованих і культурних дружин правителів Болгарії. Вона часто супроводжувала чоловіка в поїздках за кордон, готувалася до особливостей і культури відповідної країни і активно брала участь у зустрічах і переговорах болгарського лідера. Добре володіла французькою мовою, яка в той час вважалася мовою дипломатії.
Брала на себе вирішення багатьох питань і проблем замість чоловіка. Відповідала не тільки на сотні щоденних листів від людей, які стали жертвами будь-якої несправедливості, але й великої частини кореспонденції Живкова. Утримувала своїми порадами чоловіка від багатьох спірних рішень.

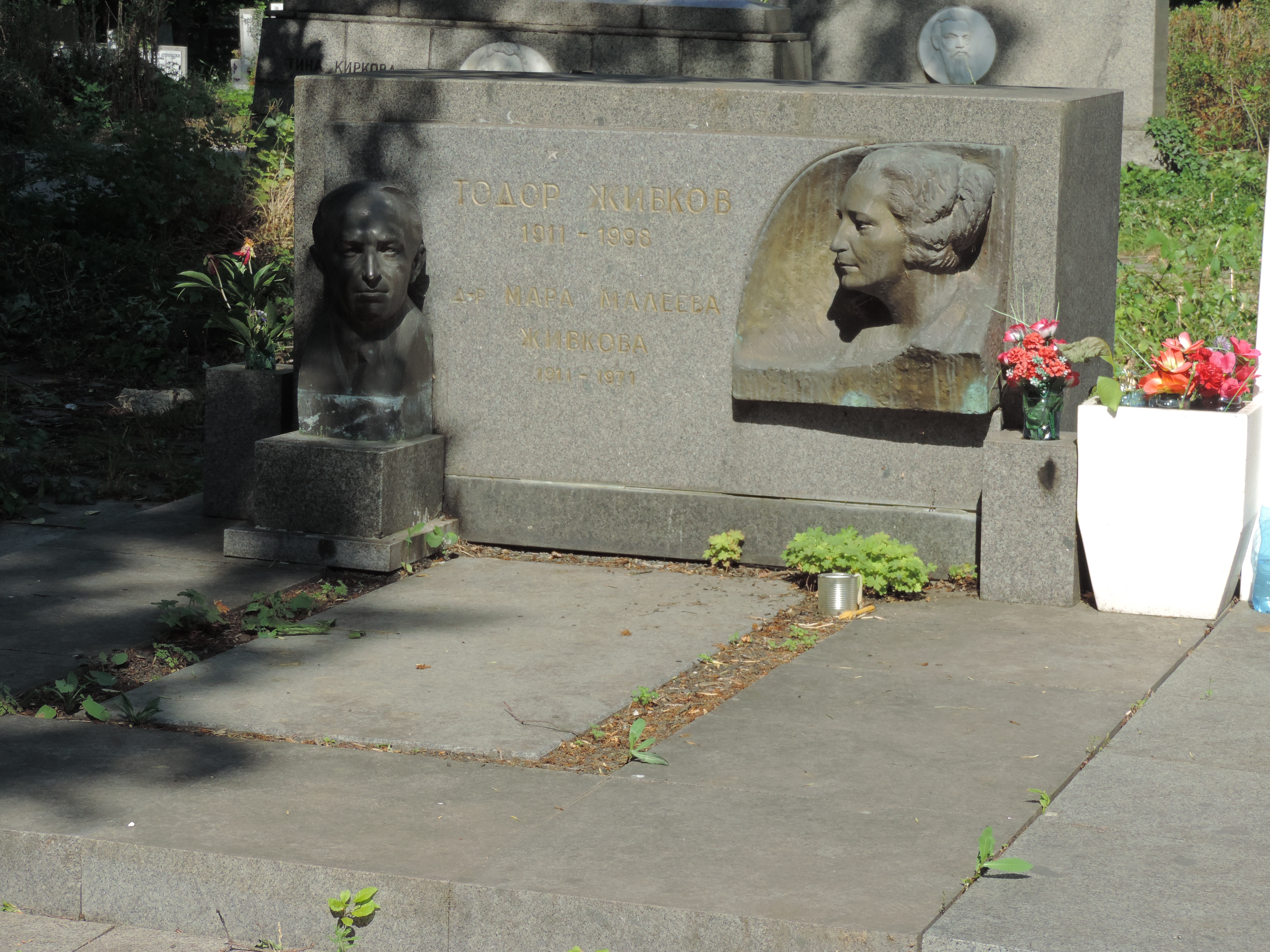
Могила Мари Малєєвої-Живкової і Тодора Живкова на Центральному кладовищі в Софії

## Хвороба та смерть
З 1969 році Мара Малєєва страждала від раку шлунка. Як лікарка, вона усвідомлювала ситуацію, але ніколи не скаржилася, часто терплячи сильний біль. Померла 23 жовтня 1971 року у віці 60 років. Похована разом з Тодором Живковим на Центральному кладовищі в Софії.

## Родина
Батьки — були шкільними вчителями. Мала два брати — Найден Малєєв і Атанас Малєєв та дві сестри — Віра і Дора.
Чоловік більше не одружувався. Прожив до 1998 року. За чутками, він сказав: «Коханки будуть завжди, але дружина залишиться однією».
Їх донька Людмила (1942—1981) також брала активну участь у болгарській політиці. Була ініціаторкою асамблеї «Прапор миру». 7 листопада 1965 народила дочку Євгенію (Жені) Живкову. Нині вона відома болгарська дизайнерка.
Син Володимир Живков (нар. 1952) був депутатом болгарського парламенту з 1981 по 1989 роки. Нині він пенсіонер і живе скромно.